# 澤田道隆
澤田 道隆（さわだ みちたか、1955年12月20日 - ）は、日本の経営者。花王会長を務めていた。

## 経歴・人物
大阪府大阪市出身。桃山学院高等学校を経て、1981年に大阪大学工学院工学研究科を修了し、同年に花王石鹸に入社。執行役員、取締役執行役員を経て、2012年6月に花王社長に就任。2019年3月から会長に就任した。日本化学工業協会理事も務めている。

## テレビ出演
- 日経スペシャル カンブリア宮殿 「画期的商品&徹底改良で年商1兆4千億円！ 客の心をつかむ商品を生む"本質研究"の神髄」（2017年8月17日、テレビ東京）[5]